# دکس گودس فاکسینال
دکس گودس فاکسینال (به پرتغالی: Faxinal dos Guedes) یک منطقهٔ مسکونی در برزیل است که در سانتا کاتارینا واقع شده‌است. دکس گودس فاکسینال ۲۷۳ کیلومتر مربع مساحت و ۱۰٬۶۴۹ نفر جمعیت دارد و ۱٬۰۰۵ متر بالاتر از سطح دریا واقع شده‌است.